# Totak
Totak – jezioro w gminie Vinje w regionie administracyjnym Telemark w Norwegii. Z głębokością maksymalną 306 m jest jednym z najgłębszych jezior Norwegii.
Jezioro należy do rozległego systemu wodnego dorzecza rzeki Skien. Ma nieregularny kształt, znacznie wydłużony w osi wschód-zachód. Z południowo-wschodniego krańca jeziora wypływa rzeka Tokke. Jezioro jest znane z wysokiego stanu zarybienia.
Znaczne wahania poziomu lustra wody, sięgające 7,3 m, związane są z tym, że Totak jest źródłem wody napędzającej elektrownię wodną Vinje, a następnie elektrownię Tokke. Wynikająca stąd objętość retencyjna wynosi 258 mln m³.
Na Sporaneset na wschodnim krańcu jeziora znaleziono szereg figuralnych rytów naskalnych, zarówno z epoki kamienia, jak i epoki brązu.